# Stade Geoffroy-Guichard
O Stade Geoffroy-Guichard é um estádio localizado na cidade de Saint-Étienne, na região de Ródano-Alpes, na França. Com capacidade para cerca de 41.965 espectadores, sedia os jogos da AS Saint-Étienne, da mesma cidade.
É chamado de "le chaudron" (o caldeirão) ou "l'enfer vert" (o inferno verde), numa referência às cores do time.

## História
Construído em 1930, já passou por diversas reformar e recebeu vários torneios de futebol, como a Eurocopa de 1984, a Copa do Mundo de 1998 e a Copa das Confederações de 2003. Além disso, recebeu partidas da Copa do Mundo de Rugby de 2007.
A construção do estádio começou em setembro de 1930. A instalação foi inaugurada oficialmente em 13 de setembro de 1931, e o primeiro jogo ocorreu em 17 de setembro. Naquela época havia apenas uma arquibancada com espaço para 1.800 torcedores. A capacidade foi gradualmente ampliada. Em 1938 já havia 15.000 lugares para espectadores, em 1957 as instalações de atletismo em Geoffroy-Guichard foram removidas e ampliadas para 25.000 lugares. 
Em 1965, o clube vendeu o estádio à cidade pelo equivalente a 25 milhões de euros e foi instalado um sistema de holofotes. Em 1968, a próxima fase de expansão com 39.570 lugares foi inaugurada. Entre 1968 e 1976, todas as arquibancadas foram cobertas. 
Para o Campeonato Europeu de Futebol de 1984 o local foi modernizado e o espaço aumentou para 48.274, dos quais 22.000 eram assentos. A Copa do Mundo de 1998 levou a outra reforma e redução da capacidade para o número atual de 41.965 lugares. O edifício possui quatro arquibancadas, cada uma delas dividida em níveis superior e inferior. A torcida recorde de 47.747 espectadores foi alcançada nas quartas-de-final da Copa da França, no jogo contra o Lille, em 11 de maio de 1985. 
A Fédération Française de Football irá candidatar-se com o Stade Geoffroy-Guichard para receber a final de 2022/23 da UEFA Europa League. A federação enviou à UEFA os documentos necessários, que estão a ser analisados. O Saint-Étienne já havia vencido o Toulouse (Estádio Municipal), Nice (Stade de Nice) e Montpellier (Stade de la Mosson), de acordo com Gaël Perdriau, prefeito de Saint-Étienne.